# Bembidion concretum
Bembidion concretum är en skalbaggsart som beskrevs av Thomas Casey. Bembidion concretum ingår i släktet Bembidion och familjen jordlöpare. Inga underarter finns listade i Catalogue of Life.